# Paruževina
Paruževina település Horvátországban, Zágráb főváros Szeszvete városnegyedében. Közigazgatásilag a fővároshoz tartozik.

## Fekvése
Zágráb városközpontjától légvonalban 14, közúton 19 km-re északkeletre, a Medvednica-hegység keleti részének déli lejtőin, a Kašina-patak mentén fekszik.

## Története
A közeli Ugrán (ma Vugrovec) a 13. században Timoteus zágrábi püspök (1266-1287) várkastélyt építtetett, melynek várnagya egy bizonyos Paris nevű nemes volt. A hagyomány szerint róla kapta a nevét a település.
Lipszky János 1808-ban Budán kiadott repertóriumában „Pervonosina” néven szerepel. Nagy Lajos 1829-ben kiadott művében „Pervonosina” néven 10 házzal, 95 katolikus vallású lakossal találjuk. A második katonai felmérés térképén már „Paruževina” néven található.
A településnek 1857-ben 94, 1910-ben 216 lakosa volt. Zágráb vármegye Zágrábi járásához tartozott. 1941 és 1945 között a Független Horvát Állam része volt, majd a szocialista Jugoszlávia fennhatósága alá került. 1991-től a független Horvátország része. 1991-ben lakosságának 97%-a horvát nemzetiségű volt. A településnek 2011-ben 632 lakosa volt.

## Népessége
| Lakosság változása | Lakosság változása | Lakosság változása | Lakosság változása | Lakosság változása | Lakosság változása | Lakosság változása | Lakosság változása | Lakosság változása | Lakosság változása | Lakosság változása | Lakosság változása | Lakosság változása | Lakosság változása | Lakosság változása | Lakosság változása |
| ------------------ | ------------------ | ------------------ | ------------------ | ------------------ | ------------------ | ------------------ | ------------------ | ------------------ | ------------------ | ------------------ | ------------------ | ------------------ | ------------------ | ------------------ | ------------------ |
| 1857               | 1869               | 1880               | 1890               | 1900               | 1910               | 1921               | 1931               | 1948               | 1953               | 1961               | 1971               | 1981               | 1991               | 2001               | 2011               |
| 94                 | 109                | 102                | 139                | 150                | 216                | 207                | 212                | 192                | 178                | 181                | 173                | 199                | 239                | 430                | 632                |